# Hôtel de la Monnaie (Château-Landon)
L’hôtel de la Monnaie est un bâtiment situé à Château-Landon, en France. Il est partiellement inscrit aux monuments historiques depuis 1926.

## Statut patrimonial et juridique
L’édifice fait l’objet d’une inscription au titre des monuments historiques depuis 1926.